# 藤工業
藤工業（ふじこうぎょう）は、群馬県藤岡市にある個体の切削加工を主たる生業とする日本の企業。

## 概要
赤尾佳泰が群馬県藤岡市大戸町5番地の村岡製麺所跡にて藤工業製作所として創業、2年後の1972年5月20日に藤工業有限会社を法人登記する。
その後、藤岡工業団地内に土地を取得し、藤岡市下栗須380-3に拡大移転した。

## 沿革
- 1970年 5月 - 創業
- 1972年 5月 - 法人化
- 1980年 8月 - 森精機製作所（現・DMG森精機）のコンピュータ数値制御によるCNC旋盤SL-3を導入。
- 1982年 8月 - トヤマキカイ（現在のコマツNTC）のマシニングセンタTMC-40Vを導入する。
- 1984年12月 - 工場及び事務所を新築し、新社屋落成
- 1985年10月 - 株式会社へ改組。
- 1990年 4月 - 日立精機のターニングセンタ『ハイセル23』を導入、複合加工を開始する。
- 1992年 8月 - 藤岡市下栗須470-2に土地を取得し工場を建設、字名から滝川工場とする。
- 1993年 9月 - 日立精機の横型マシニングセンタ2機を接続した立体自動倉庫をシステム化し、48時間連続無人加工を可能にするFMS（フレキシブル生産システム）を滝川工場内に構築した。